# Julius Theodor Zenker
Julius Theodor Zenker (* 1811 in Ehrenfriedersdorf, Sachsen; † 28. Juni 1884 in Thum, Sachsen) war ein deutscher Orientalist, Übersetzer und Privatgelehrter.
Er übersetzte unter anderem Manners and Customs of the Modern Egyptians des britischen Orientalisten Edward William Lane unter dem Titel Sitten und Gebräuche der heutigen Egypter ins Deutsche und verfasste das bis heute im deutschsprachigen Raum gebräuchlichste Osmanisch-Wörterbuch mit dem Namen Türkisch-arabisch-persisches Handwörterbuch (Leipzig: Wilhelm Engelmann, 1866–1876).
Julius Theodor Zenker war der Vater des Biologen Georg August Zenker.

## Mitgliedschaften
Julius Theodor Zenker war Mitglied der Deutschen Morgenländischen Gesellschaft.

## Schriften
- Ueber die richtige Aussprache des Namens امرء القيس und der Monatsnamen جمادى الأول und الثاني جمادى. In: Zeitschrift der Deutschen Morgenländischen Gesellschaft, Band 8, 1854. S. 589–593 (Digitalisat). Ergänzende Angaben hierzu in Heinrich Leberecht Fleischer: Nachträgliches über den Monatsnamen جمادى . In: Zeitschrift der Deutschen Morgenländischen Gesellschaft, Band 9. 1855. S. 259–260 (Digitalisat).